# Squadra neozelandese di Coppa Davis
La squadra neozelandese di Coppa Davis rappresenta la Nuova Zelanda nella Coppa Davis, ed è posta sotto l'egida della Tennis New Zealand.
La squadra debuttò nella competizione nel 1924, e ha fatto parte del World Group in ben 8 occasioni. Nel 1982 si registrò quella che ad oggi è il miglior risultato della Nuova Zelanda, quando arrivò in semifinale dopo aver sconfitto la Spagna agli ottavi e l'Italia ai quarti di finale, vincendo entrambi i confronti per 3-2. Con lo stesso risultato i neozelandesi persero la semifinale ad Aix-en-Provence contro la Francia.
Nel 2010 il team ha ottenuto la promozione al Gruppo I della zona Asia/Oceania. Attualmente milita nel Gruppo II.

## Organico 2019
Vengono di seguito illustrati i convocati per ogni singolo turno della Coppa Davis 2019. A sinistra dei nomi la nazione affrontata e il risultato finale. Fra parentesi accanto ai nomi, il ranking del giocatore nel momento della disputa degli incontri (la "d" indica che il ranking corrisponde alla specialità del doppio).
| Gruppo II - Playoff | Gruppo II - Playoff                                                                               |
| Indonesia (3-1)     | Ajeet Rai (744) Rhett Purcell (922) Michael Venus (13 d) Marcus Daniell (46 d) Artem Sitak (58 d) |
| ------------------- | ------------------------------------------------------------------------------------------------- |

## Risultati
= Incontro del Gruppo Mondiale

### 2010-2019
| Anno | Turno                      | Data            | Sede               | Avversario    | Punteggio | Esito     |
| ---- | -------------------------- | --------------- | ------------------ | ------------- | --------- | --------- |
| 2010 | Gruppo II, 1º turno        | 5-7 marzo       | Colombo (SRI)      | Sri Lanka     | 3–2       | Vittoria  |
| 2010 | Gruppo II, 2º turno        | 9-11 luglio     | Taranaki (NZL)     | Pakistan      | 3–2       | Vittoria  |
| 2010 | Gruppo II, Playoff         | 17-19 settembre | Nonthaburi (THA)   | Thailandia    | 3–2       | Vittoria  |
| 2011 | Gruppo I, 1º turno         | 4-6 marzo       | Hawera (NZL)       | Uzbekistan    | 2–3       | Sconfitta |
| 2011 | Gruppo I, Playoff 1º turno | 8-10 luglio     | Hawera (NZL)       | Nuova Zelanda | 5–0       | Vittoria  |
| 2012 | Gruppo I, 1º turno         | 11-12 febbraio  | Tauranga (NZL)     | Uzbekistan    | 2–3       | Sconfitta |
| 2012 | Gruppo I, Playoff 1º turno | 14-16 settembre | Chandigarh (IND)   | India         | 0–5       | Sconfitta |
| 2012 | Gruppo I, Playoff 2º turno | 19-21 ottobre   | Kaohsiung (TPE)    | Taipei cinese | 2–3       | Sconfitta |
| 2013 | Gruppo II, 1º turno        | 1-3 febbraio    | Auckland (NZL)     | Libano        | 5–0       | Vittoria  |
| 2013 | Gruppo II, 2º turno        | 5-7 aprile      | Yangon (MYA)       | Pakistan      | 4–1       | Vittoria  |
| 2013 | Gruppo II, Playoff         | 13-15 settembre | Lapu-Lapu (PHL)    | Filippine     | 3–2       | Vittoria  |
| 2014 | Gruppo I, 1º turno         | 27-29 gennaio   | Tientsin (CHN)     | Cina          | 1–3       | Sconfitta |
| 2014 | Gruppo I, Playoff 2º turno | 24-26 ottobre   | Christchurch (NZL) | Taipei cinese | 4–1       | Vittoria  |
| 2015 | Gruppo I, 1º turno         | 6-8 marzo       | Auckland (NZL)     | Cina          | 4–1       | Vittoria  |
| 2015 | Gruppo I, 2º turno         | 17-19 luglio    | Christchurch (NZL) | India         | 2–3       | Sconfitta |
| 2016 | Gruppo I, 1º turno         | 4-6 marzo       | Seul (KOR)         | Corea del Sud | 1–3       | Sconfitta |
| 2016 | Gruppo I, Playoff 2º turno | 16-18 settembre | Christchurch (NZL) | Pakistan      | 5–0       | Vittoria  |
| 2017 | Gruppo I, 1º turno         | 3-5 febbraio    | Chandigarh (IND)   | India         | 1–4       | Sconfitta |
| 2017 | Gruppo I, Playoff 1º turno | 7-9 aprile      | Auckland (NZL)     | Corea del Sud | 3–2       | Vittoria  |
| 2018 | Gruppo I, 1º turno         | 2-3 febbraio    | Tientsin (CHN)     | Cina          | 1–3       | Sconfitta |
| 2018 | Gruppo I, Playoff 2º turno | 14-15 settembre | Gimcheon (KOR)     | Corea del Sud | 2–3       | Sconfitta |
| 2019 | Gruppo II, Playoff         | 14-15 settembre | Indonesia (INA)    | Indonesia     | 3–1       | Sconfitta |

## Andamento
La seguente tabella riflette l'andamento della squadra dal 1990 ad oggi.
| Pos.           | 90 | 91 | 92 | 93 | 94 | 95 | 96 | 97 | 98 | 99 | 00 | 01 | 02 | 03 | 04 | 05 | 06 | 07 | 08 | 09 | 10 | 11 | 12 | 13 | 14 | 15 | 16 | 17 | 18 | 19 |
| -------------- | -- | -- | -- | -- | -- | -- | -- | -- | -- | -- | -- | -- | -- | -- | -- | -- | -- | -- | -- | -- | -- | -- | -- | -- | -- | -- | -- | -- | -- | -- |
| Campione       |    |    |    |    |    |    |    |    |    |    |    |    |    |    |    |    |    |    |    |    |    |    |    |    |    |    |    |    |    |    |
| Finalista      |    |    |    |    |    |    |    |    |    |    |    |    |    |    |    |    |    |    |    |    |    |    |    |    |    |    |    |    |    |    |
| SF             |    |    |    |    |    |    |    |    |    |    |    |    |    |    |    |    |    |    |    |    |    |    |    |    |    |    |    |    |    |    |
| QF             |    |    |    |    |    |    |    |    |    |    |    |    |    |    |    |    |    |    |    |    |    |    |    |    |    |    |    |    |    |    |
| OF             |    |    |    |    |    |    |    |    |    |    |    |    |    |    |    |    |    |    |    |    |    |    |    |    |    |    |    |    |    |    |
| Qualificazioni | x  | x  | x  | x  | x  | x  | x  | x  | x  | x  | x  | x  | x  | x  | x  | x  | x  | x  | x  | x  | x  | x  | x  | x  | x  | x  | x  | x  | x  |    |
| Gruppo I       |    |    |    |    |    |    |    |    |    |    |    |    |    |    |    |    |    |    |    |    |    |    |    |    |    |    |    |    |    |    |
| Gruppo II      |    |    |    |    |    |    |    |    |    |    |    |    |    |    |    |    |    |    |    |    |    |    |    |    |    |    |    |    |    |    |
| Gruppo III     | x  | x  |    |    |    |    |    |    |    |    |    |    |    |    |    |    |    |    |    |    |    |    |    |    |    |    |    |    |    |    |
| Gruppo IV      | x  | x  | x  | x  | x  | x  | x  |    |    |    |    |    |    |    |    |    |    |    |    |    |    |    |    |    |    |    |    |    |    |    |

Legenda
- Campione: La squadra ha conquistato la Coppa Davis.
- Finalista: La squadra ha disputato e perso la finale.
- SF: La squadra è stata sconfitta in semifinale.
- QF: La squadra è stata sconfitta nei quarti di finale.
- OF: La squadra è stata sconfitta negli ottavi di finale (1º turno). Dal 2019 sostituito dal Round Robin.
- Qualificazioni: La squadra è stata sconfitta al turno di qualificazione. Istituito nel 2019.
- Gruppo I: La squadra ha partecipato al Gruppo I della propria zona di appartenenza.
- Gruppo II: La squadra ha partecipato al Gruppo II della propria zona di appartenenza.
- Gruppo III: La squadra ha partecipato al Gruppo III della propria zona di appartenenza.
- Gruppo IV: La squadra ha partecipato al Gruppo IV della propria zona di appartenenza.
- x: Ove presente, la x indica che in quel determinato anno, il Gruppo in questione non è esistito.